# Satoru Uyama
Satoru Uyama (japanisch 宇山 賢, Uyama Satoru; * 10. Dezember 1991 in Takamatsu) ist ein japanischer Degenfechter und Olympiasieger.

## Erfolge
Satoru Uyama gab im Jahr 2011 beim Weltcup in Basel sein internationales Debüt. Bei seinen ersten Weltmeisterschaften im Jahr 2013 in Budapest schied der Rechtshänder bereits in der ersten Runde aus und verpasste bei den Asienmeisterschaften in Shanghai im selben Jahr das Achtelfinale. Auch bei den nachfolgenden Welt- und Asienmeisterschaften kam er mehrere Male im Einzel nicht über die ersten Runden hinaus. 2014 in Suwon, 2015 in Singapur und 2017 in Hongkong gewann Uyama mit der Mannschaft jeweils Bronze, 2016 wurde er in Wuxi mit ihr Asienmeister. In der Saison 2016/17 erreichte er in Leipzig bei den Weltmeisterschaften mit dem Viertelfinale sein bis dato bestes Resultat und unterlag dort Richard Schmidt mit 13:15. 2018 gelang ihm sein erster internationaler Medaillengewinn, als er bei den Asienspielen in Jakarta in zwei Wettbewerben m Mannschaftswettbewerb siegreich war. Er gewann mit Kazuyasu Minobe, Kōki Kanō und Masaru Yamada nach Siegen gegen die Mannschaften aus Usbekistan, Kasachstan und abschließend auch China die Goldmedaille. Die Asienmeisterschaften 2019 in Chiba schloss Uyama im Mannschaftswettbewerb – wieder mit Kazuyasu Minobe, Kōki Kanō und Masaru Yamada – auf dem Bronzerang ab. Noch besser verlief die Einzelkonkurrenz, in der Uyama das Finale erreichte. Dort traf er auf seinen Teamkameraden Masaru Yamada, dem er sich mit 13:15 geschlagen geben musste und somit Vizeasienmeister wurde.
Bei den 2021 ausgetragenen Olympischen Spielen 2020 in Tokio bildete Uyama in der Mannschaftskonkurrenz einmal mehr mit Kazuyasu Minobe, Kōki Kanō und Masaru Yamada ein Team. Mit 45:44 setzten sie sich knapp in der ersten Runde gegen die französische Équipe durch, ehe gegen Südkorea im Halbfinale mit 45:38 ein etwas deutlicherer Sieg folgte. Im Duell um die Goldmedaille trafen die Japaner auf die unter dem Namen „ROC“ antretende russische Mannschaft. Dank eines 45:36-Erfolges wurden Uyama, Minobe, Kanō und Yamada Olympiasieger.
Uyama studiert Wirtschaftswissenschaften an der Dōshisha-Universität in Kyōto.